# 三木哲男
三木 哲男（みき てつお、1958年 7月15日- ）は、日本の雑誌編集者、ジャーナリスト。『婦人公論』編集長などを務めた。

## 経歴
兵庫県生まれ。
東京学芸大学を卒業し、繊研新聞社を経て、長く編集者、ルポライターとして各種の週刊紙に関わり、『中央公論』、『週刊文春』、『週刊宝石』、『アエラ』などに寄稿した。
2000年に中央公論新社に入社し、『中央公論』編集部を経て、2003年に『婦人公論』編集部の所属となり、副編集長を経て、2006年から編集長を務めた。編集長退任後は、雑誌編集副主幹、学芸局長を務めている。

## テレビ出演
フジテレビの情報番組『ノンストップ!』に、コメンテーターとして出演しているほか、東京メトロポリタンテレビジョンの『モーニングCROSS』にゲスト出演したことがある。